# Allonnes (Sarthe)
Allonnes es una comuna francesa situada en el departamento de Sarthe, en la región de Países del Loira. Tiene una población estimada, en 2019, de 11 167 habitantes.
Forma parte del área metropolitana de la ciudad de Le Mans.

## Demografía
| 466 | 492 | 538 | 579 | 840 | 822 | 872 | 851 | 828 | 834 | 857 | 854 | 861 | 825 | 874 | 883 | 971 | 930 | 942 | 961 | 936 | 957 | 933 | 916 | 1 083 | 1 246 | 4 983 | 11 570 | 15 852 | 15 623 | 13 561 | 12 332 | 11 122 | 11 167 |
| Para los censos de 1962 a 1999 la población legal corresponde a la población sin duplicidades (Fuente: INSEE [Consultar]) |     |     |     |     |     |     |     |     |     |     |     |     |     |     |     |     |     |     |     |     |     |     |     |       |       |       |        |        |        |        |        |        |        |